# Tage Ringheim
Tage Ringheim, född 19 juli 1918 i Stockholm, död 7 januari 1998 i Stockholm, var en svensk violinist från Stockholm som studerade för Sven Kjellström, Sven Karpe och Endre Wolf.

## Musik
Ringheim var engagerad i en mängd underhållnings och studio-orkestrar både i radio och film fram till 1955. Han spelade bland annat med Willard Ringstrand, Ivan Thelmé, Georg Enders, Arne Hülphers orkestrer. Han hade egen ensemble under senare delen av 50-talet.

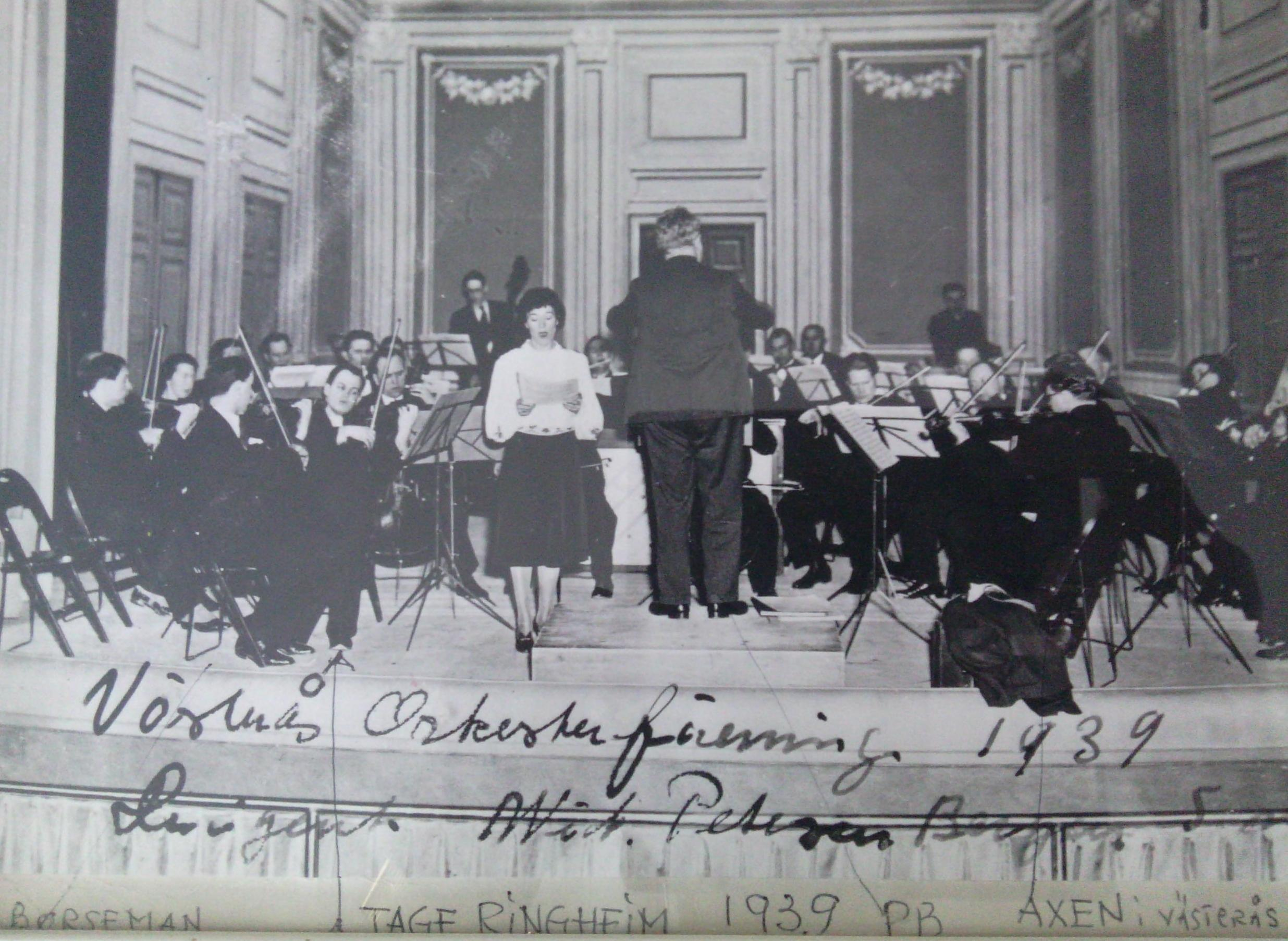
Västerås orkesterförening 1939, enligt honom själv tillsammans med Pettersson Berger.

## Film
- 1945 – Blåjackor

Spelade bland annat i filmen Blåjackor med Nils Poppe (1945)

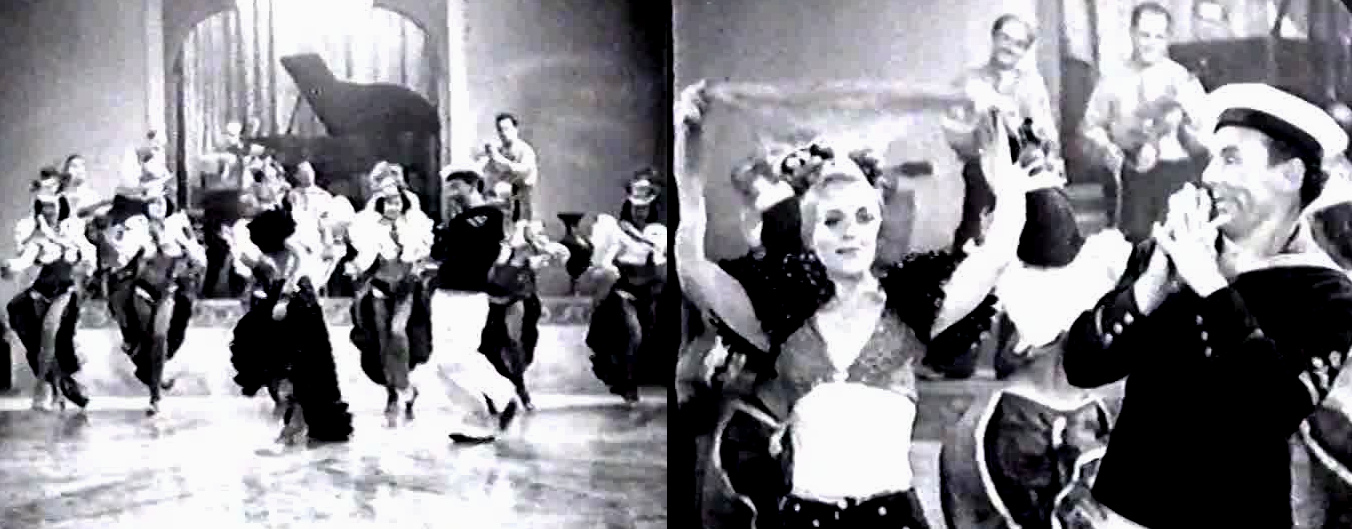
Tage Spelar violin i Blåjackor

## Bild
Tage Ringheim var även en produktiv tecknare och akvarellmålare och hade ett par mindre utställningar.

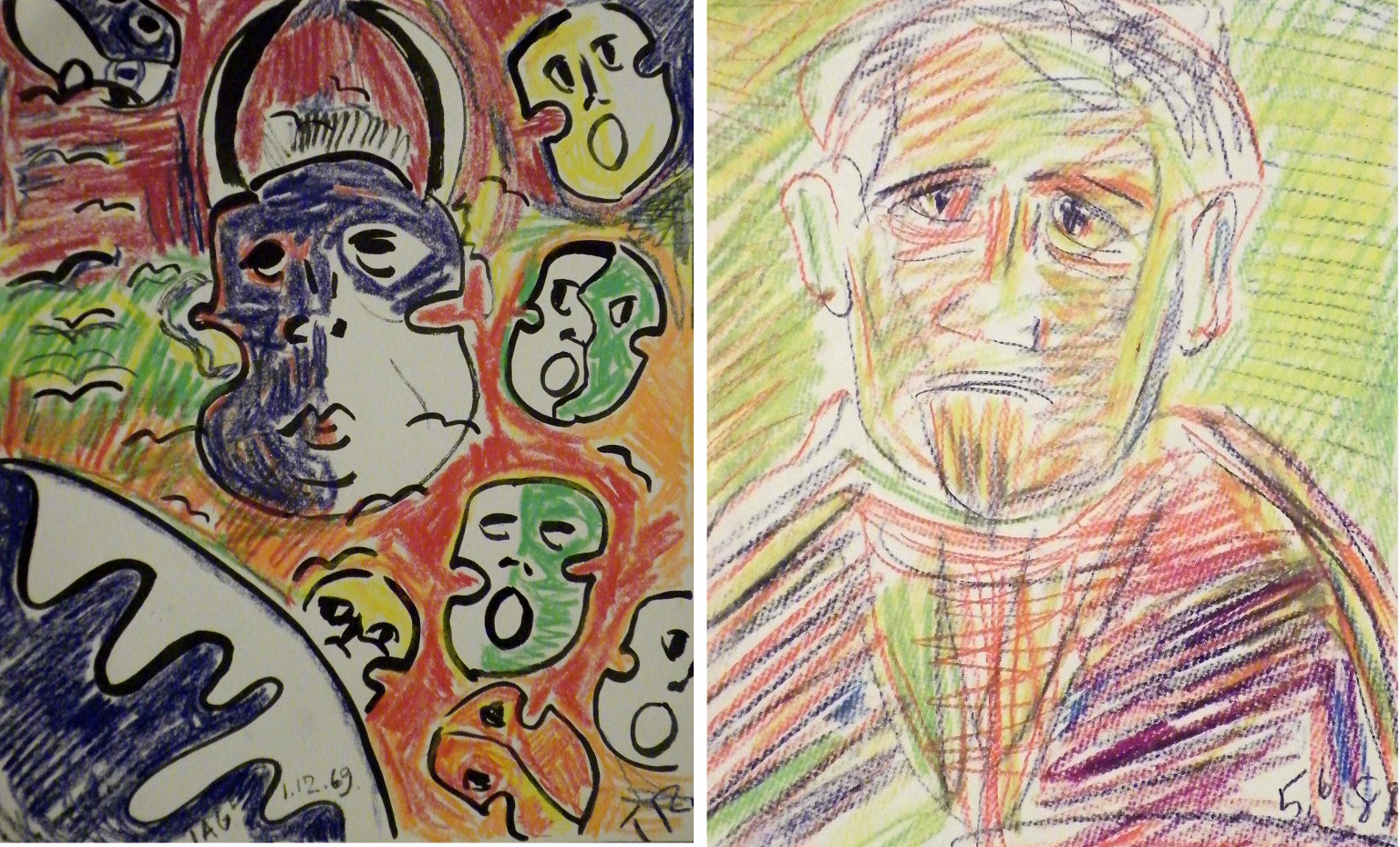
Färgteckningar

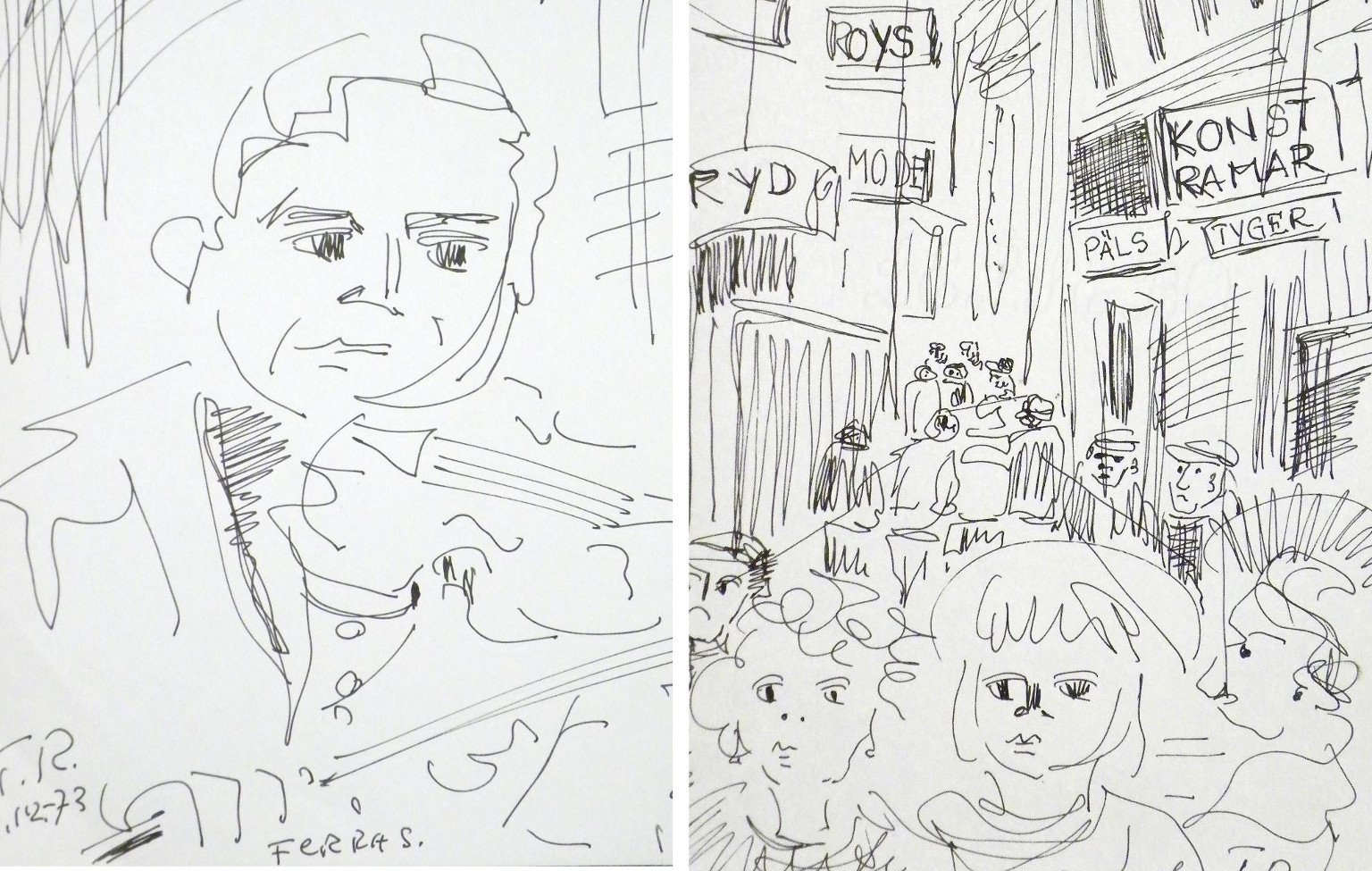
Teckningar svartvitt

## Övrigt
Efter att ha avslutat sitt turné- och orkesterliv så arbetade han på Kungliga biblioteket och var från 1964 föreståndare på musikavdelningen.
Han är medförfattare till boken Svenska violinister på skiva 1907-1955 (Björn Englund, Tage Ringheim 1973)